# Civelle

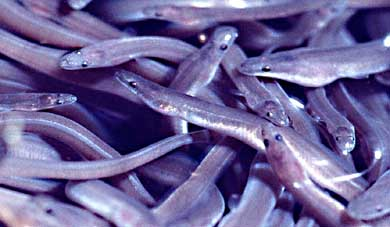
Civelles de l'anguille d'Amérique (Anguilla rostrata).

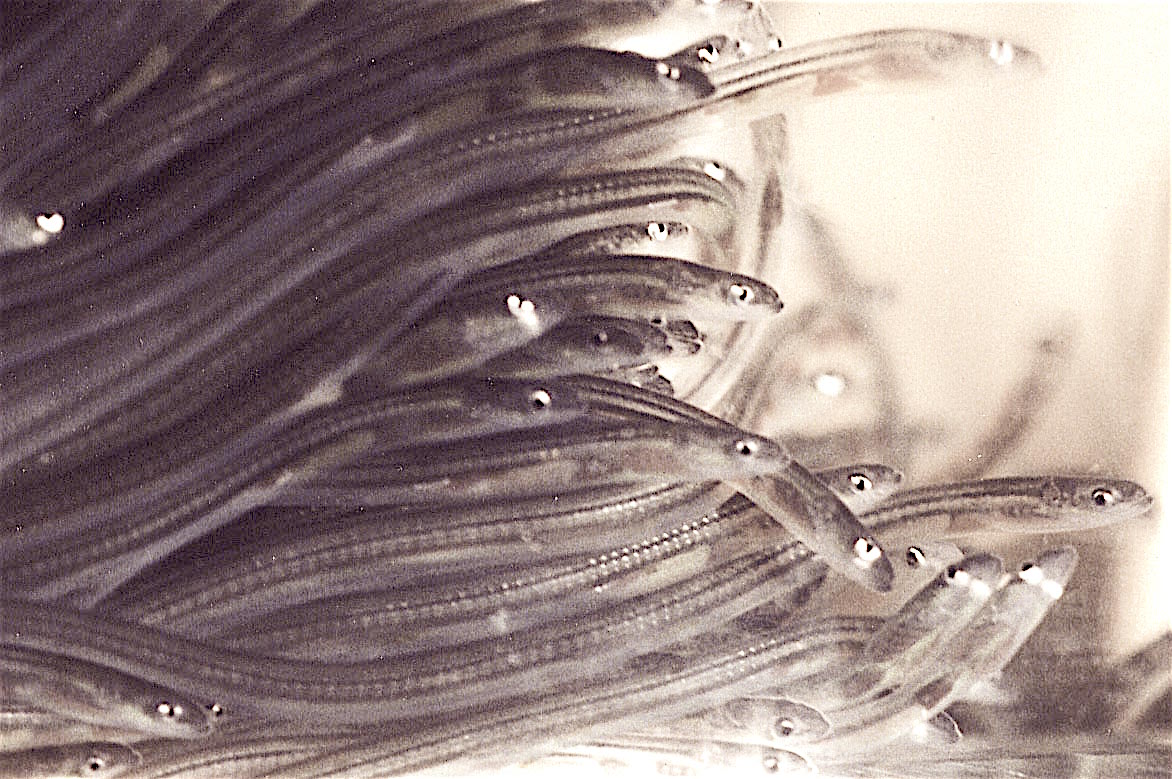
Lorsqu'elle passe de l'océan à l'eau saumâtre et douce, la peau de la civelle est encore transparente. Les branchies, très oxygénées sont rouges et le cœur est visible.

Civelle et pibale (de son nom occitan pibala) sont des noms régionaux désignant l'alevin de l'anguille d'Europe lorsqu'il pénètre dans les fleuves.
Avec un maximum de 2 900 alevins par kilogramme, la larve de l'anguille mesure 7 mm lorsqu'elle quitte la mer des Sargasses pour rejoindre les eaux continentales, où elle devient adulte en douze mois.

## Migration
L'anguille d'Europe effectue dans sa vie deux très longues migrations (plus longues que celles de ses cousines américaines et japonaises) ; 

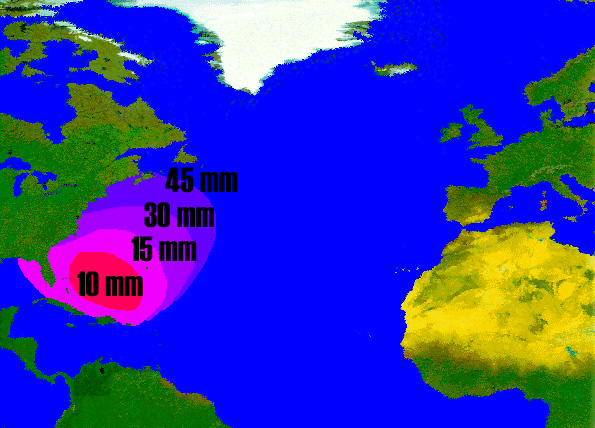
Cartographie de la répartition des larves de l'anguille d'Amérique (par taille) lors de leur migration vers l'Amérique.

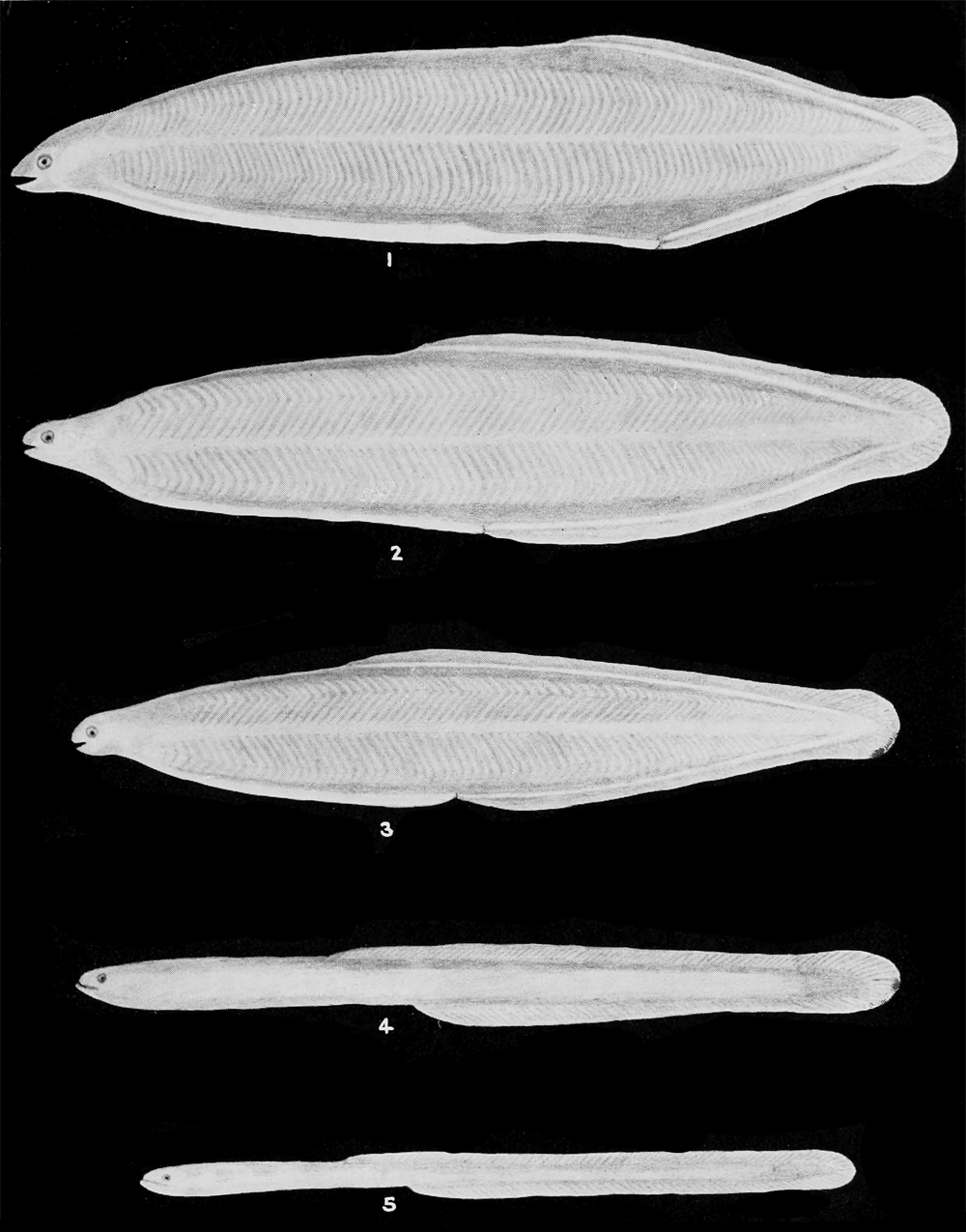
Les différents stades du développement du léptocéphale à la civelle.

La migration « aller » durant laquelle la toute jeune larve planctonique (leptocéphale) subira ses premières métamorphoses et deviendra peu à peu civelle. La larve se laisse d'abord porter par le Gulf Stream. Durant ce long voyage, la larve ne semble pas ou très peu s'alimenter. Après 6 000 km et près d'un an passé en mer, le courant l'a conduite devant les côtes de l’Europe (France et Espagne pour la plupart des civelles). Désormais, son but est de s'engager dans un estuaire et de remonter un fleuve afin de rejoindre l'eau douce et remonter les rivières pour y vivre, ou rejoindre les mares, étangs et fossés où elle grandira. Poussées par leur instinct, les civelles sont capables d'escalader des parois presque verticales (murs, barrages) pourvu qu'elles soient humides, ou de se faufiler dans les interstices entre les pierres de construction des vieux seuils pour les franchir. Cependant des marches verticales lisses peuvent constituer un obstacle infranchissable. Elles peuvent aussi contourner des obstacles de faible hauteur en passant par les berges enherbées ou rugueuses par temps de pluie. Les anguilles adultes peuvent serpenter sur plusieurs kilomètres sur le sol humide, en respirant par la peau, les branchies et une ébauche de poumons, pour gagner des mares et étangs isolés. Elle y grandit pour atteindre le stade adulte (anguille jaune) et achever sa quatrième et dernière métamorphose qui l’amène à se transformer en anguille argentée. Elle a alors 5 à 15 ans (les femelles maturent plus tard que les mâles) et est alors presque prête à se reproduire.
La seconde migration se fait en sens inverse, au stade adulte, quand la maturité sexuelle approche (elle nécessite le passage en mer et à grande profondeur). L'anguille descend le cours d’eau qu’elle avait si laborieusement remonté : c'est la dévalaison. Elle effectue ensuite son long retour à la mer des Sargasses, en profondeur, vers les lieux de fraie, dans les profondeurs de la mer des Caraïbes, là où cette espèce se reproduit depuis 140 millions d'années. Elle meurt après s'être reproduite. Le cycle est alors achevé et une autre génération le recommence.
Une grande partie des civelles franchissaient autrefois les milliers de vannages et petits barrages des moulins à eau, dont certains existent depuis le Moyen Âge et qui bénéficiaient de l'ouverture des vannages le dimanche (chômage dominical) et lors des hautes eaux, ce qui facilitait le passage des poissons et l'entretien des biefs. Mais l'abandon de l'usage de nombreux seuils de moulins et la transformation de certains pour l'hydroélectricité a réduit les périodes d'ouverture des vannages (pour ceux en service, ouverture seulement en périodes de crues) et induit des mortalités dans les turbines lors de la dévalaison. L'anguille est particulièrement touchée du fait de la grande longueur et de sa capacité à se faufiler entre les barreaux des grilles de protection. De plus, la construction des grands barrages modernes a totalement bloqué de nombreux axes de migration comme par exemple toute la Loire en amont de Roanne. Ces ouvrages ont aussi localement transformé les méthodes de pêche et facilité le braconnage. Les civelles bloquées devant ces ouvrages sont plus accessibles aux pêcheurs ou braconniers qui viennent les traquer, ainsi qu'aux prédateurs.

## Éthologie
La civelle a un comportement nettement lucifuge (elle fuit la lumière) sauf quand elle n'a pas d'autres choix que de s'exposer, comme lors du franchissement d'obstacles naturels ou artificiels.

La densité et la disponibilité en abris influe donc sur son comportement migratoire et de repos. La nuit elle tend à remonter vers la surface (et également dans une eau très trouble comme on en trouve en période de crue, dans certains cours d'eau ou dans le bouchon vaseux des estuaires).
Son comportement varie aussi selon la densité de civelles.

## Détermination du sexe
Dans les premières étapes, on ne connait pas le sexe des anguilles. C'est au cours de leur croissance, au stade « anguille jaune » que des changements hormonaux induisent la différenciation sexuelle. Elles sont incolores (transparentes) et possèdent une taille de 5 à 6 cm. Les civelles qui survivent dans les rivières deviennent des anguilles qui changeront de couleur : l'anguille jaune a le dos couleur café, passe au vert puis devient finalement argentée.

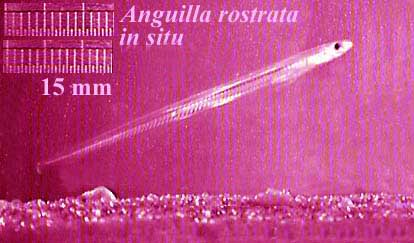
Une civelle.

Natation de la civelle, filmée in situ.

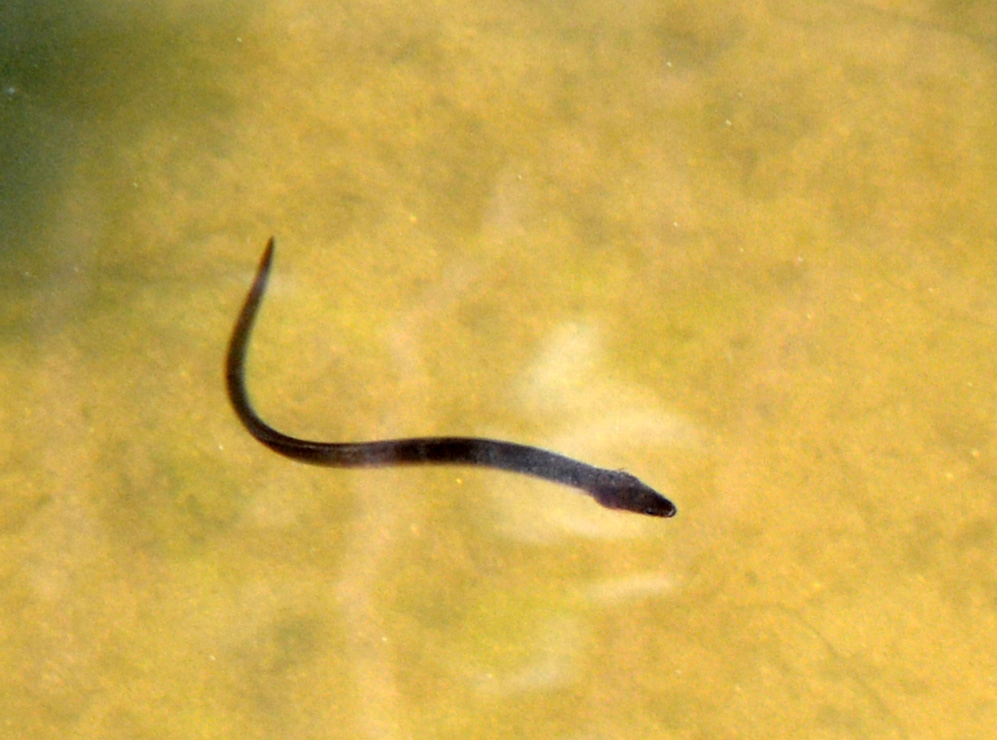
Civelle, prenant une couleur foncée, ici dans la partie aval (saumâtre) d'un ruisseau côtier de Bretagne (début août 2018).

## La civelle de l'anguille d'Europe
Lors de son périlleux voyage, la civelle de l'anguille d'Europe rencontre de nombreux obstacles avant de devenir une anguille argentée, contributrice au stock de géniteurs pour accomplir un nouveau cycle biologique. Différents facteurs de mortalité d'origine marine ou continentale sont à l'origine du déclin de l'espèce.
Jusque dans les années 1970, la pêche des civelles était surtout une activité secondaire destinée à compléter l’alimentation des habitants, agriculteurs ou riverains des cours d'eau pour la plupart. Le « plat du pauvre » était fréquemment au menu, en France, jusque dans les cantines scolaires où les civelles étaient servies froides, sous forme de pain. Lorsqu’elles étaient trop abondantes, les poules s’en régalaient volontiers. À cette époque, l’anguille étant considérée comme un nuisible, la pêche de ces alevins n’avait guère de limites. Peu à peu, un marché s'est organisé et l’activité s’est professionnalisée, augmentant ainsi fortement les quantités pêchées. La demande étant croissante, les quantités pêchées l'ont aussi été, atteignant 4 000 t/an dans les années 1978-1979, contre 110 tonnes seulement en 2010, année où les exportations hors de l'UE ont été interdites.
Les acheteurs légaux ou non de cette denrée, autrefois locale, sont désormais des pays tels que l’Espagne, le Mexique, la Russie et le marché noir asiatique.
Les pays asiatiques[évasif] exercent une forte demande de civelles vivantes pour l’élevage. En effet, il a jusqu’alors été impossible de faire se reproduire des anguilles en captivité et la seule solution connue est de prélever des alevins. Les civelles sont élevées principalement en Chine et revendues adultes au Japon, en Corée du Sud et à Taïwan où leur chair est très appréciée.
Les prix de vente oscillent entre 150 et 200 euros le kilogramme ; on relève même le prix record de 1 000 euros.[Quand ?]
Sachant qu’il faut environ 2 900 alevins pour obtenir un kilogramme, les pêcheurs prélèvent un nombre important de civelles qui n’atteindront jamais l’âge adulte et n’iront donc pas se reproduire dans la mer des Sargasses. De ce fait, s’est rapidement posée la question de la menace exercée par le braconnage pour l'espèce provoquant la diminution de la ressource voire la disparition de l’anguille. Plusieurs solutions ont été mises en place pour tenter d’y remédier, actuellement[Quand ?] sous l'égide de la police de l'environnement, notamment exercée par l'Office national de la biodiversité.
A titre d'exemple, en 2017, un trafic de millions de civelles vivantes envoyées de l'Espagne via le Royaume-Uni vers Hong Kong (export illégal de 5,3 millions de civelles, soit 1,78 tonne et une valeur estimé à 62,4 millions d'euros sur la période 2015 - 2017) a été stoppé par un tribunal de Londres et l'agence de lutte contre le crime organisé (NCA). Gilbert Khoo, vendeur de fruits de mer et principal prévenu a été jugé en 2020.

## Règlementation
Aujourd’hui[Quand ?], la pêche à la civelle est sévèrement réglementée en France. Seuls les pêcheurs munis d’une licence sont autorisés à pratiquer cette activité, limitée dans le temps sur cinq mois, généralement de novembre à mars. Les bateaux ne doivent pas dépasser une longueur de 10 mètres, une puissance de 150 chevaux et une vitesse de 3 nœuds. Leurs tamis à mailles très fines (diamètre de 1,20 mètre maximum) sont munis d’un long manche quand les civelles nagent en profondeur ou d’un manche plus court lorsqu’elles se trouvent à la surface. Les heures de pêche sont elles-mêmes réglementées. Excepté en Charente Maritime : deux fois 7 m2 d'ouverture et 550 chevaux. La pêche de la civelle n'est pas autorisée sur la façade méditerranéenne.
On estime aujourd'hui[Quand ?] à moins de 20 % la pression exercée par la pêche sur l'espèce. Les seules données disponibles en France sont fournies par des pêcheurs professionnels, mobilisés sur le PGA (Plan de Gestion de l'Anguille, de 2010) qui est une déclinaison du règlement européen de CE 1100/2007 qui institue des mesures de reconstitution du stock d'anguilles européennes. Le PGA français approuvé par l'Europe en 2010 vise à agir sur cinq axes : lutter contre le braconnage, améliorer la continuité écologique, réduire la pression par pêche, diminuer les pollutions, et mettre en place le repeuplement. Rien n'est repris en revanche dans ce plan national concernant les prédateurs de l'espèce, notamment le silure (super-prédateur des milieux aquatiques français, et considéré par le MNHN comme espèce introduite envahissante).
La France au sein de l'Europe a une responsabilité particulière, pour cette espèce, dans la mesure où l'on considère que 80 % des recrutements de civelles pour l'anguille européenne se font sur la façade maritime française.
Pour que les civelles et autres migrateurs (saumon, alose, lamproie marine, truite de mer) puissent mieux effectuer leurs migrations vers l'amont et leur dévalaison, les barrages doivent s'équiper en passes à poissons et de grilles suffisamment fines pour les canaux de turbinage, s'ils ne peuvent être ouverts en période de migration. Il existe des dispositifs spécifiquement dévolus aux anguilles.

## État des populations, pressions, menaces
Malgré le classement récent[Quand ?] de l'anguille en liste rouge de l'UICN, et de nombreux aménagements destinés à faciliter ses migrations, l'espèce est en forte régression. Les populations de l'anguille d'Europe se sont effondrées en une trentaine d'années, au point que l'anguille, qui était l'un des poissons les plus communs jusque dans les années 1970 (alors que la plupart des barrages étaient déjà construits) est devenue une espèce en voie d'extinction et classée vulnérable par l'UICN et l'Union européenne. En France la population a diminué de 75 % en 30 ans.
Plusieurs causes sont pointées, qui sans doute cumulent leurs effets (avec même de possibles effets synergiques) :
- la pêche trop intensive qui dans la seconde moitié du XXe siècle a atteint le stade de la « surpêche » ; aujourd'hui[Quand ?], la mise en œuvre du PGA français, a conduit à réduire la pression exercée par la pêche professionnelle (division par deux des effectifs en dix ans), mais pas celle exercée par la pêche amateur de loisir (aucune donnée sur les stades adultes pêchés n'est fournie par ces acteurs pourtant gestionnaires des milieux aquatiques). La médiatisation des pollutions par les PCB et de leur accumulation dans les anguilles a cependant entraîné une baisse de la pêche de loisir de cette espèce.
- le braconnage (une civelle sur dix serait pêchée illégalement[réf. nécessaire]) ;
- La perte ou la réduction de l'accès à des habitats de croissance en eau douce à la suite de la construction de grands barrages hydroélectriques et de l'abandon des ouvertures des vannes des seuils de moulins ;
- La mortalité dans les turbines des usines hydroélectriques ;
- la diminution des zones humides (en taille, nombre et qualité) ;
- Le réchauffement des lagunes qui augmentent la fréquence des pathologies ;
- la pollution chimique car l'anguille est un poisson gras qui accumule de nombreux polluants solubles dans les graisses (pesticides, dioxines, furanes et PCB en particulier). Elle  se nourrit volontiers dans les sédiments qui au fil des années ont accumulé des métaux lourds, des pesticides et de nombreux autres polluants. Il est possible que femelles et mâles soient au moment de la reproduction (en mer des Sargasses) victimes des effets de perturbateurs endocriniens qu'ils ont accumulés dans leur organisme quand ils ont grandi dans les eaux douces ;
- la pollution lumineuse (la civelle est sensible à l'éclairage artificiel) ;
- la pollution thermique de l'eau (certaines usines, les centrales nucléaires et d'autres centrales thermiques) rejettent des eaux de refroidissement qui sont jusqu'à plus de 10 °C plus chaudes que le milieu naturel où ces eaux sont rejetées. Ces chocs thermiques peuvent affecter la santé des civelles, d'autant que les eaux de centrales thermiques sont en outre chlorées pour tuer les animalcules qui cherchent à s'accrocher aux parois de tuyauteries[8] ;
- l’introduction d’espèces invasives comme le silure en France et dans d'autres pays d'Europe et de parasites (Anguillicola crassus).

Ce sont autant de facteurs qui concourent au déclin de l'anguille dans de nombreuses régions d'Europe et d'Amérique.

## Civelle invasive
Paradoxalement, alors que les civelles disparaissaient en Atlantique, en 2005, une espèce asiatique de civelle s'est mise à proliférer en mer de Chine orientale. On dénombre jusqu'à 6 000 par kilogramme d'Anguilla japonica et huit mois suffisent pour qu'elle atteigne le poids requis pour la vente.
On a cependant découvert que du Vert de malachite a été largement utilisé par de nombreux pisciculteurs chinois comme désinfectant pour réduire les risques sanitaires dans leurs viviers. Or, ce produit est un cancérigène avéré. Ceci a stoppé provisoirement l'exportation vers l'Europe de cette espèce.

## Usages culinaires

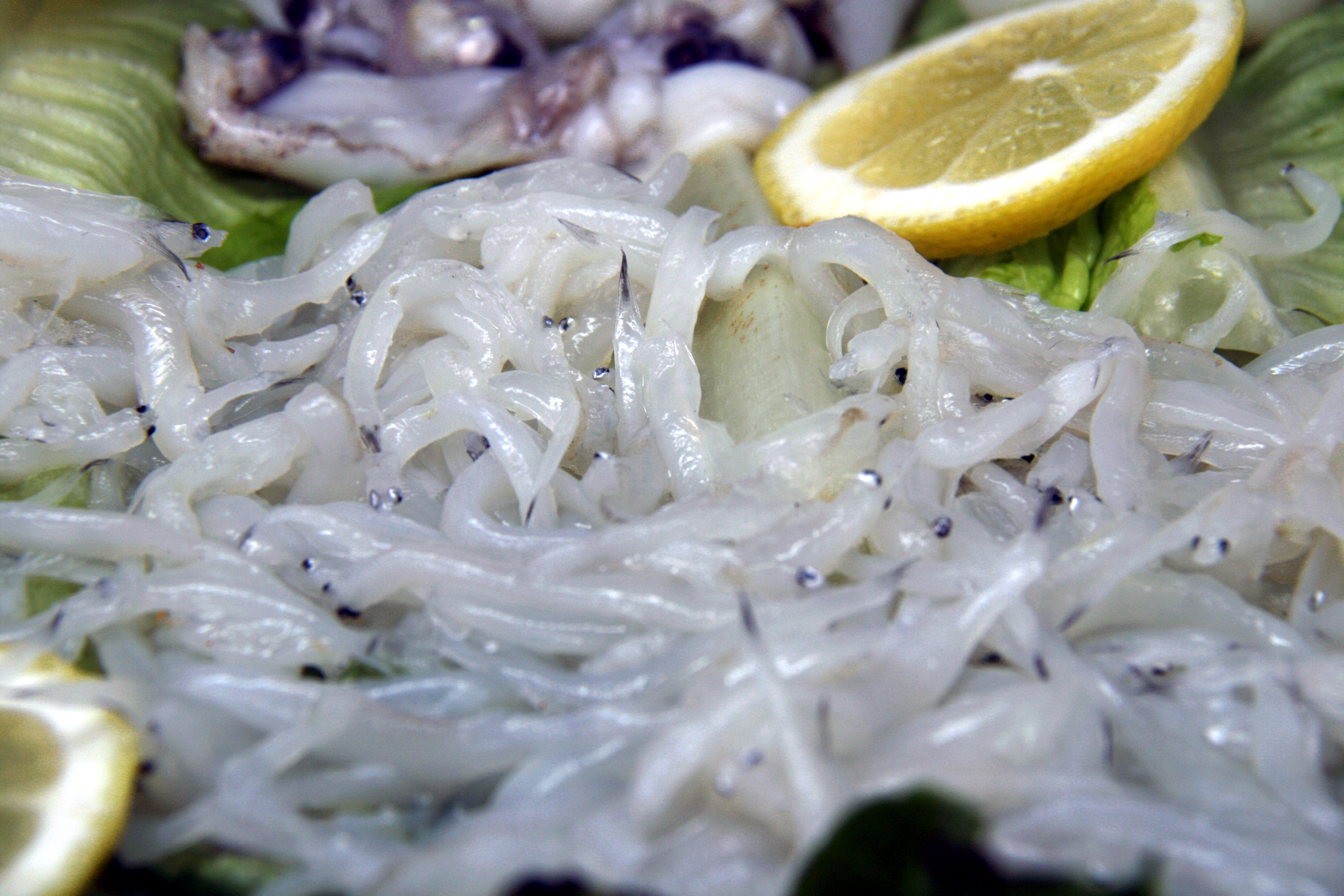
Civelles crues, prêtes pour leur préparation.

Au Pays basque, il était traditionnel dans la gastronomie de Biscaye et du Guipuscoa, mais sa popularité a été étendue à d'autres parties du territoire en Espagne. Dans une grande partie de l'Espagne et du sud-ouest de la France, la civelle est considérée comme un mets très fin lorsque légèrement frite et servie en caquelon. Avec un prix de 1 000 euros le kilogramme payé au pêcheur en 2004, la pression halieutique est très forte sur cette espèce que l'on ne sait toujours pas faire se reproduire en captivité.
Le plat le plus connu sont les civelles à la Bilbaïna (Angulas a la bilbaína / Angulak Bilboko eran) servie dans une cazuela en terre cuite avec de l'ail et une variété de piment local fumée. Elle est aussi connue dans la cuisine française dans les secteurs de Nantes, de La Rochelle et Bordeaux.
Les civelles (angula en espagnol et en basque) sont généralement commercialisées cuites. Vivantes elles sont transparentes. On les trouve d'habitude conditionnées sous vide.
Les civelles s'achètent généralement précuites et conditionnées sous vide. Dans ce cas, elles ont une couleur blanche ou légèrement noire[pas clair]. Le temps passé dans les rivières est fondamental ; les noires ont passé davantage de temps et sont généralement moins valorisées. Dans le cas des vivantes, on les tue généralement avec une décoction froide de feuilles de tabac, puis elles sont lavées (surtout pour ôter le mucus) et sont cuites dans une saumure où elles acquièrent la couleur blanche habituelle.
Elles peuvent aussi être ajoutées dans des salades ou bien comme accompagnement de plats de poisson, de mollusques ou de crustacés.
En région nantaise dans les années 1950, une fois blanchie, la civelle accompagnée d'une vinaigrette légèrement huilée et à base de vinaigre de vin servait d'entrée lors des repas en famille.

### Succédané de la civelle

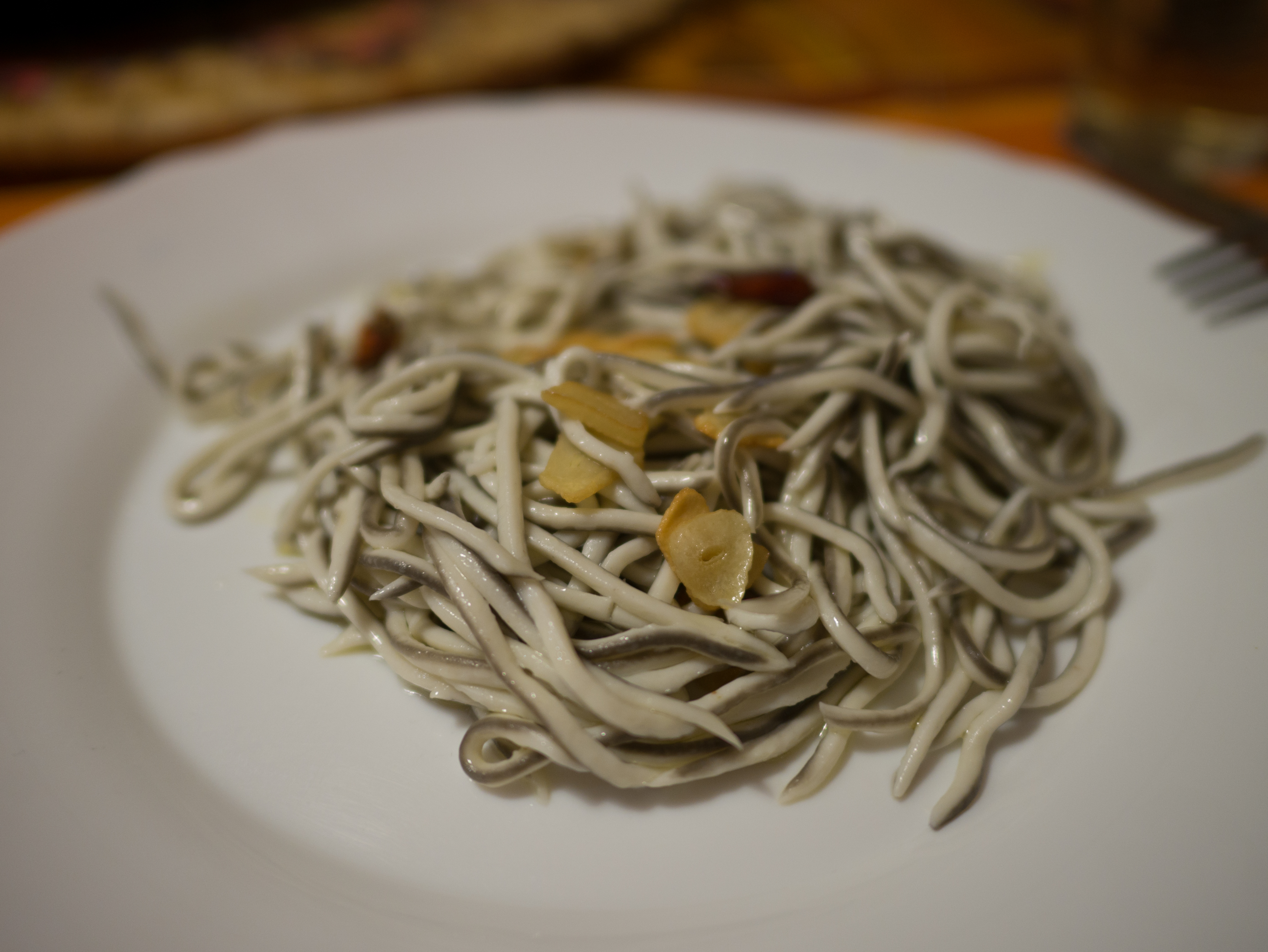
Gulas, un succédané de civelles.

Les prix très élevés de la civelle sur les marchés de poisson, et sa pénurie ont rendu très populaire un succédané de civelles, populairement dénommé gula, nom qui correspond à une marque commerciale de ce produit. Il est élaboré en surimi à base de morue d'Alaska.
L'industrie alimentaire a amélioré peu à peu les qualités et la ressemblance, et depuis longtemps les succédanés qui imitent les couleurs grisâtres et les yeux de la civelle originale sont majoritaires.

## Festivités
Il existe une fête des civelles qui a lieu fin mars à Indre et est devenue depuis deux ans la Fête de la Loire, en raison de la rareté de la civelle.

## Galerie

Bateaux de pêche à la civelle
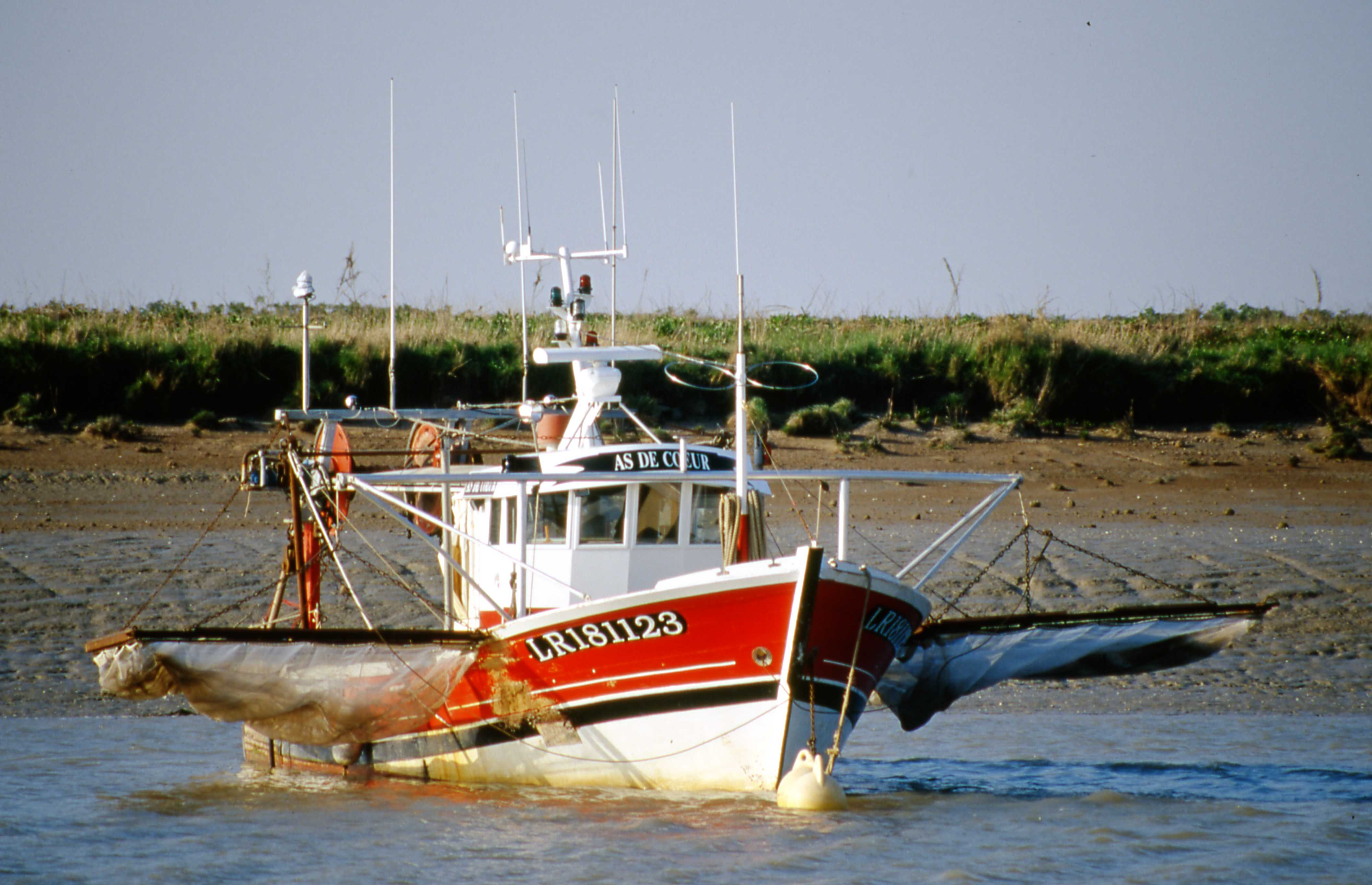
Pibalier (1).
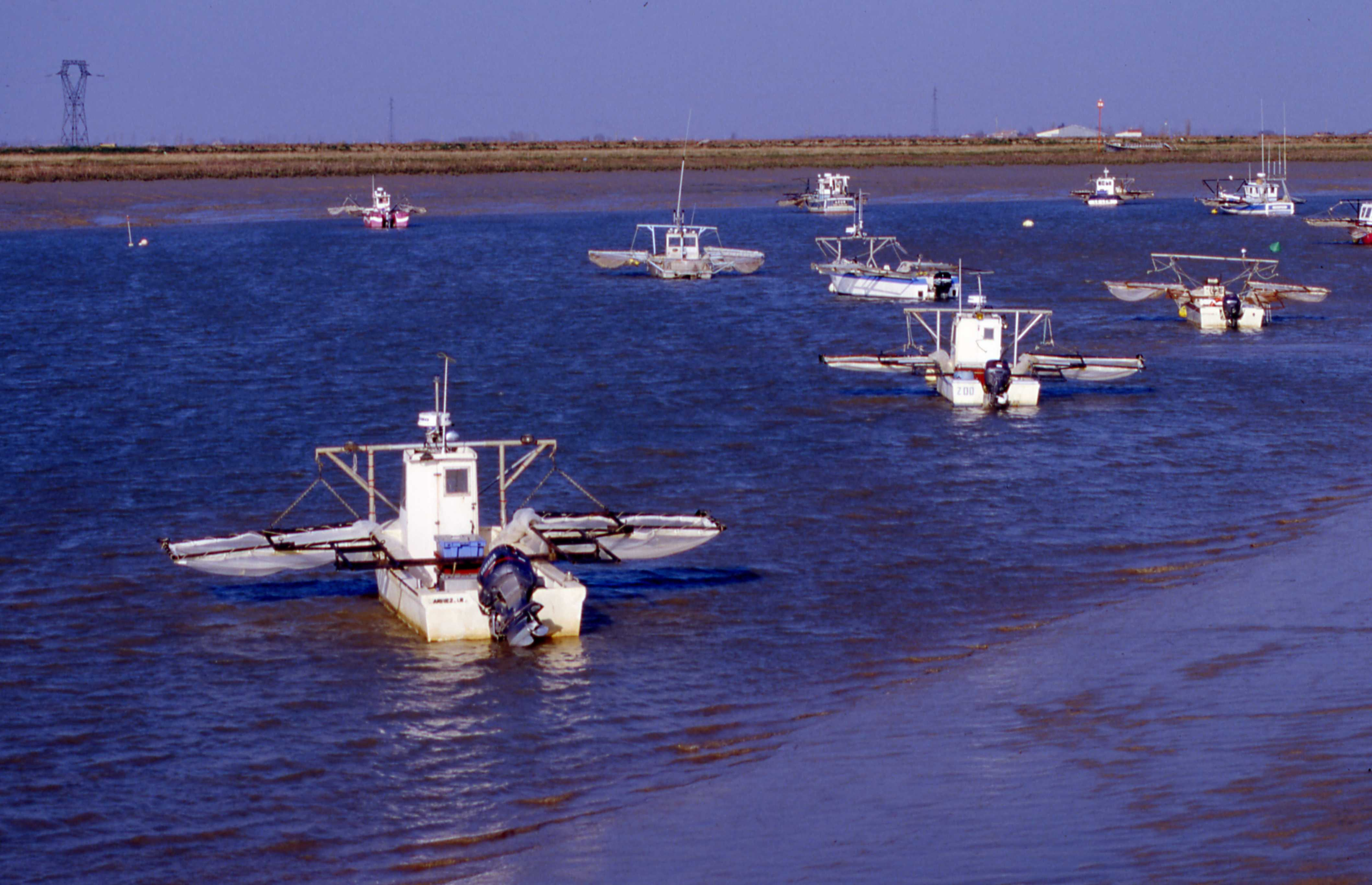
Différents pibaliers (3).
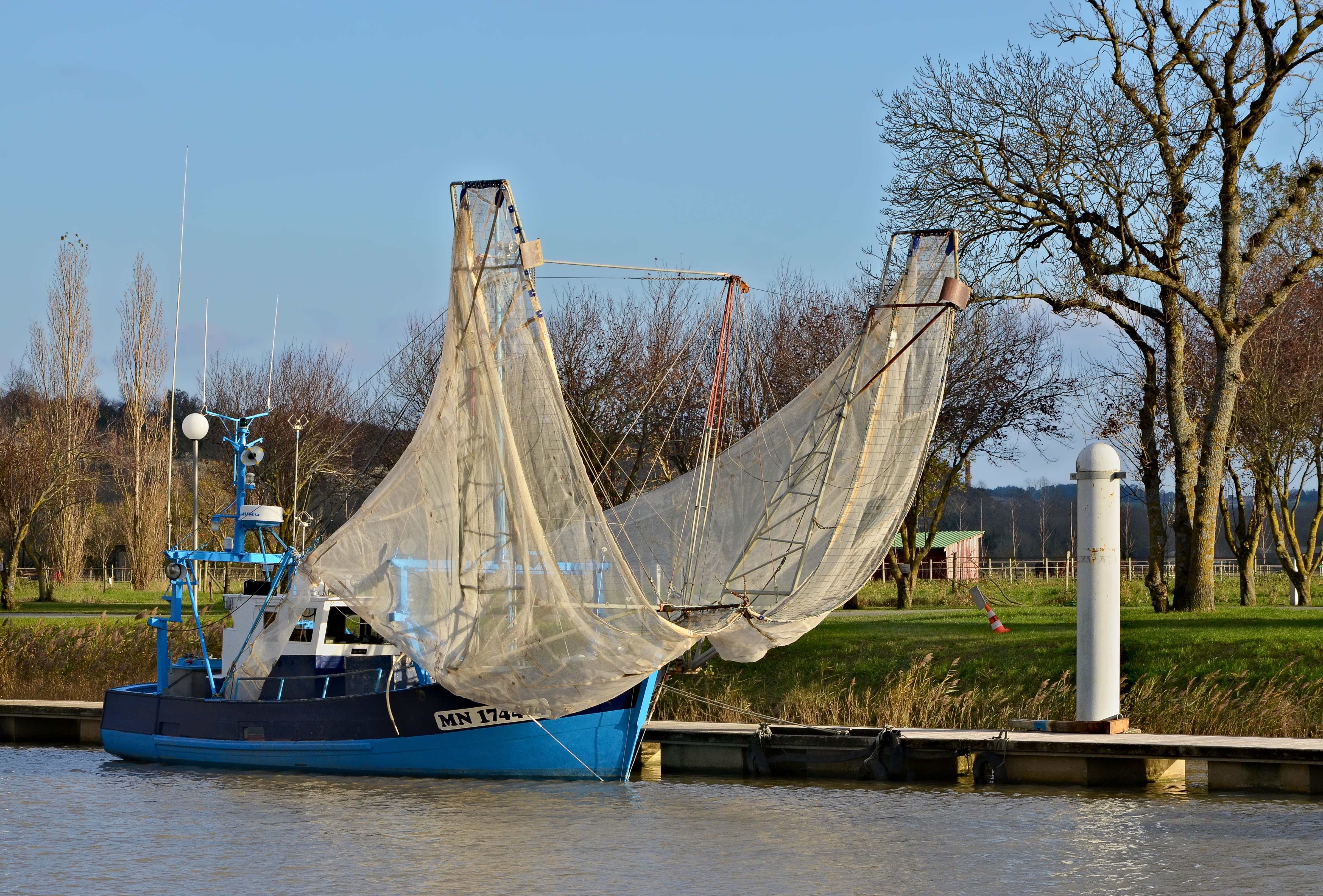
Pibalier à Mortagne-sur-Gironde.
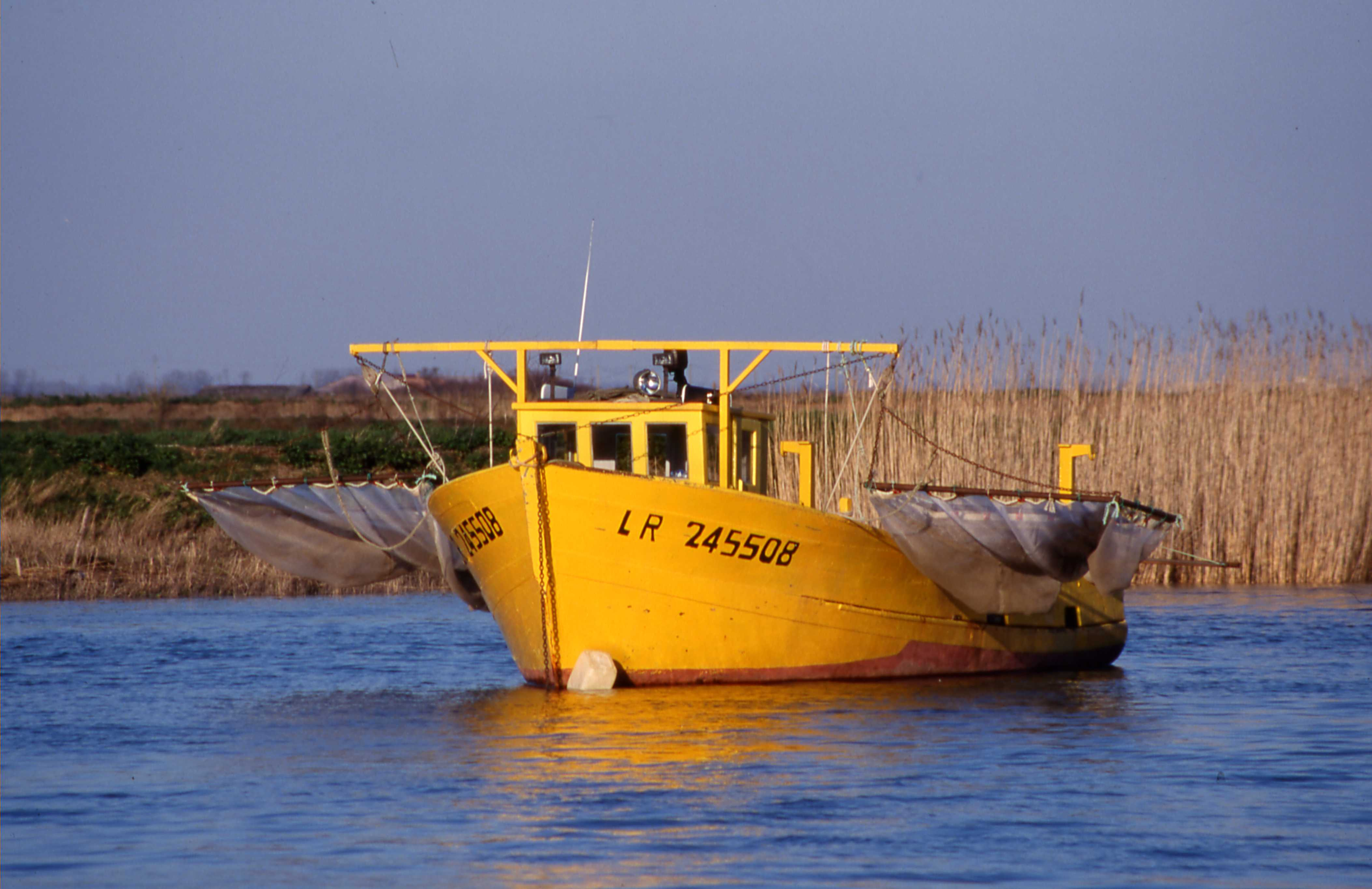
Pibalier (6).
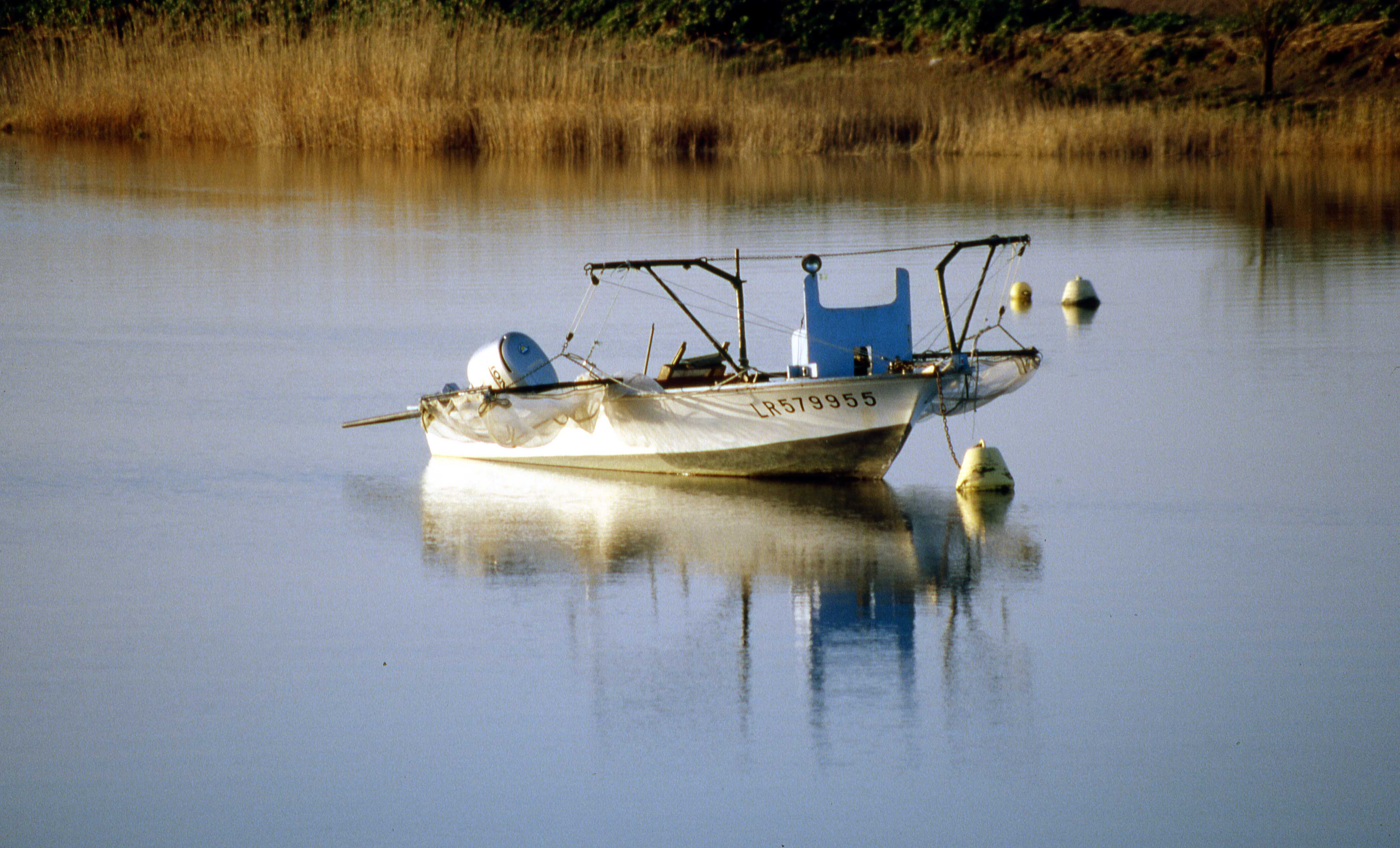
Pibalier (8).